# The Exotic House of Wax
The Exotic House of Wax est un film américain réalisé par Cybil Richards et sorti en 1997.

## Synopsis
Lorsque les plus célèbres personnages de l'histoire prennent vie dans un musée de cire érotique cela devient très chaud.

## Fiche technique
- Titre : The Exotic House of Wax
- Réalisateur : Cybil Richards
- Scénario : Cybil Richards & Lucas Riley
- Producteur : Charles Band
- Société : Surrender Cinema
- Langue : Anglais
- Format : Couleurs
- Durée : 85 minutes
- Pays de production :  États-Unis
- Date de sortie :
  - États-Unis : 1997

## Distribution
- Blake Pickett : Josie
- Jacqueline Lovell : Star
- Everett Rodd : Pete
- Eric Acsell : Andy
- Elizabeth Kaitan : Angela Wingate
- Kurt Sinclair : Melvin Cooley
- Lisa Comshaw : Ève
- Yvette Lera : Cléopâtre
- Rob Lee : Marc Antoine
- Taylor St. Clair : Blonde Acolyte
- Leigh Matchett : Brunette Acolyte
- Billy Cardi : Beefy Acolyte
- Rick Phares : Casanova
- Nikko : Aphrodite
- Bobbie Marie : Vénus
- David Stone : Roméo
- Sage Kirkpatrick : Juliette
- Heidi Staley : Slave Girl
- Stephanie Hudson : Danielle
- Bobby Young : Marquis De Sade
- C. Clam : Hood Boy